# روبرتو فرناندز
روبرتو فرناندز (به اسپانیایی: Roberto Fernández) بازیکن فوتبال اهل اسپانیا است که از سال ۱۹۸۲ تا ۱۹۹۱ میلادی عضو تیم ملی فوتبال اسپانیا بوده و در ۲۹ بازی ملی حضور داشته‌است. او در بازی‌های ملی‌اش ۲ گل به‌ثمر رساند.